# Сан-Педру-ди-Франси
Сан-Пе́дру-ди-Фра́нси (порт. São Pedro de France) — район (фрегезия) в Португалии, входит в округ Визеу. Является составной частью муниципалитета  Визеу. По старому административному делению входил в провинцию Бейра-Алта. Входит в экономико-статистический  субрегион Дан-Лафойнш, который входит в Центральный регион. Население составляет 1451 человек на 2001 год. Занимает площадь 18,64 км².